# Ștefania Stănilă
Ștefania Stănilă (* 27. Dezember 1997 in Aninoasa) ist eine rumänische Kunstturnerin.
Sie wurde 2011 in das nationale Turnzentrum in Deva aufgenommen. Bei den Junioren-Europameisterschaften 2012 in Brüssel gewann Stănilă zwei Medaillen. Sie wurde Vize-Europameisterin im Sprung und war Dritte mit der Mannschaft.
2013 war Stănilă die jüngste Teilnehmerin bei den Turn-Weltmeisterschaften in Antwerpen. Sie konnte sich aber für kein Finale qualifizieren.
Bei den Turn-Europameisterschaften 2014 gewann Stănilă mit der rumänischen Turnriege mit Diana Bulimar, Larisa Iordache, Andreea Munteanu und Silvia Zarzu vor Großbritannien und Russland den Titel. Bei den Weltmeisterschaften im selben Jahr wurden die Rumäninnen Vierte.
In den 2015 gebildeten Vorbereitungskader für die Olympischen Spiele 2016 wurde Stănilă nicht aufgenommen.
Ștefania Stănilă wurde 2014 zur Ehrenbürgerin von Aninoasa ernannt.